# 椿三十郎 (2007年の映画)
『椿三十郎』（つばきさんじゅうろう）は、山本周五郎の小説『日日平安』を原作に、1962年に公開された黒澤明監督『椿三十郎』を元に2007年に製作された日本映画。2007年12月1日公開。

## 概要
1962年公開の映画『椿三十郎』の脚本（黒澤明、菊島隆三、小国英雄による）の再映画化。公開前年に『武士の一分』が41億円の興行収入を上げ、時代劇が商売になると踏んだ角川春樹は、『用心棒』と『椿三十郎』の2作品をリメイクするため、黒澤プロダクションから原作権を購入し、2006年7月12日に製作を発表した。同年秋から撮影を開始し、12月1日にクランクアップした。
本作は、前作の脚本をそのまま使用（一切加筆訂正はされていない）、モノクロとカラーの画面の差も含めて、各シーンを現代感覚を取り入れて再構築した。同じ脚本が使用された理由は、監督に起用された森田芳光が、「あれだけ完璧な脚本をどうやって変えるんですか。変えてしまえば逃げることになる。演出でアレンジするしかない」と角川にオリジナル脚本の使用を提案し、角川が応じたためである。森田は、周囲には「黒澤を超えるとか超えないとかじゃない」「自分たちがベストを尽くせばいい」と平静を装っていたが、実際は撮影台本の一頁目に「絶対超える」と大書きし、他の頁には「どのシーンにも必ずオリジナルのカットを入れる」と書き込むなど、黒澤への対抗心を剥き出しにして撮影に臨んだ。そのため黒澤版より20分長い上映時間となった。黒澤明演出での有名なクライマックスの決闘シーンは、本作では細かいカット割とスローモーションを使った新たな演出がされている。これは海外上映を考慮したお正月映画であるため、R15指定にしたかった角川の要望によるものである。
椿三十郎を演じたのは時代劇初主演で、2007年にデビュー20周年を迎えた織田裕二。時代劇の出演自体、そのキャリアの初期における『将軍家光の乱心 激突』（1989年、東映）や『風雲!江戸の夜明け』（1989年、テレビ東京系）以来、18年ぶりとなった。元々、角川が織田を起用した理由は、織田主演で53億円の売り上げを出した『踊る大捜査線』の時代劇版をやりたかったからである。
若侍は全員オーディションでキャスティングされた。睦田夫人を演じる中村玉緒は、本作が14年ぶりの本格的な映画出演であった。
後半の演出がコメディ調になるところで伊藤克信を登場させ、オリジナルとの違いを表現した。
完成披露会見で、製作総指揮の角川春樹が「40億円は最低ライン。そこからどれだけ伸ばせるかが勝負。60億円が一つの目安になる」と、前年の松竹配給の木村拓哉主演の時代劇『武士の一分』の興行収入40億円超えを宣言し、話題となった。
最終的な興行収入は12億円。不入りとなったため、予定されていた崔洋一監督による『用心棒』のリメイクは中止された。本作がヒットしていれば、7年間の複数契約を結んでいた『用心棒』のリメイクが最低でも7本作られ、『男はつらいよ』のようにシリーズ化が予定されていたという。

## スタッフ
- 監督 - 森田芳光
- 製作総指揮 - 角川春樹
- 原作 - 山本周五郎
- 脚本 - 菊島隆三 / 小国英雄 / 黒澤明
- 撮影 - 浜田毅
- 美術 - 小川富美夫
- 編集 - 田中愼二
- 照明 - 渡辺三雄
- 録音 - 柴山申広
- 音楽プロデューサー - 石川光
- 音楽 - 大島ミチル
- 選曲 - 浅梨なおこ
- 殺陣 - 中瀬博文
- 殺陣助手 - 上野山浩
- アクション - オフィス童武、ジャパンアクションエンタープライズ
- 武道指導 - 日野晃
- セカンドカメラ - 江崎朋生
- 音響効果 - 伊藤進一
- 現像 - 東京現像所
- 題字 - 金田石城
- 製作者 - 島谷能成 / 千葉龍平 / 早河洋 / 永田芳男
- 総合プロデューサー - 大杉明彦 / 高木政臣 / 上松道夫 / 富山省吾
- プロデューサー - 三沢和子 / 徳留義明 / 市川南 / 田中迪 / 亀山慶二
- 宣伝プロデューサー - 佐藤浩輝
- 製作委員会 - 角川春樹事務所 / 東宝 / エイベックス・エンタテインメント / テレビ朝日 / アイ・エヌ・ピー / TOKYO FM / クオラス
- 製作プロダクション - 東宝映画
- 配給 - 東宝

## キャスト
- 椿三十郎 - 織田裕二
- 室戸半兵衛 - 豊川悦司
- 井坂伊織 - 松山ケンイチ
- 千鳥 - 鈴木杏
- 腰元こいそ - 村川絵梨
- 木村 - 佐々木蔵之介
- 寺田文治 - 林剛史
- 保川邦衛 - 一太郎
- 河原晋 - 粕谷吉洋
- 守島隼人 - 富川一人
- 守島広之進 - 戸谷公人
- 関口信吾 - 鈴木亮平
- 八田覚蔵 - 小林裕吉
- 広瀬俊平 - 中山卓也
- 竹林 - 風間杜夫
- 菊井 - 西岡徳馬
- 黒藤 - 小林稔侍
- 睦田夫人 - 中村玉緒
- 睦田 - 藤田まこと[注 1]
- 腰元 - 森下千里、すほうれいこ、桂木悠希
- 門番 - 佐藤恒治
- 菊井の配下 - ヨシダ朝、武田義晴

## 備考
その年の最低映画作品を選出するHIHOはくさい映画賞にて、角川春樹がこの作品と『蒼き狼 〜地果て海尽きるまで〜』を対象に生涯功労賞を受賞している。

## DVD
- 2008年5月23日に、本編ディスクのみの通常盤と特典ディスク等を付録した2枚組の豪華盤が、エイベックスから発売された。